# Grupo de Bombarderos nº301
El Grupo de Bombarderos nº 301 fue un condecorado grupo de pilotos que sirvieron en la Segunda Guerra Mundial con los bombarderos Boeing B-17 Flying Fortress principalmente en África e Italia. Estuvo en activo hasta el año 1952, cuando fue puesto fuera de servicio debido a la reasignación de todos los grupos a una misma ala.
Fue reactivado en el año 1991, reapareciendo como un grupo totalmente modernizado y asignado a la Reserva de la Fuera aérea Estadounidense con el nombre de Ala Aérea de Combate Nº 301.

## Historia

### Segunda Guerra Mundial
Después de se activación, en el año 1942, el Grupo fue asignado a la exploración y vigilancia antisubmarina en las costas de California. Entrará en combate en septiembre de ese mismo año, siendo su objetivo las bases submarinas, aeropuertos, vías del tren y cualquier infraestructura enemiga situada principalmente en Francia y en el norte de África.
En noviembre de 1943, el grupo fue reasignado y enviado a Italia, donde fue una pieza crucial en el desarrollo de la guerra europea gracias a la destrucción de centros de comunicación, provicionamiento y zonas industriales enemigas. 
El grupo volvió de la guerra en julio de 1945, donde se les empezó a preparar con los nuevos Boeing B-29 Superfortress. Poco después, en octubre de ese mismo año, El GB-301 fue daod de baja, dejando un total de 478 misiones de combate y 132 aeronaves perdidas.

### Guerra fría
Reactivada en 1946, el GB-301 fue asignado al Comando Estratégico Aéreo y retomó los B-29 para realizar operaciones de bombardeos a lo largo de los primeros conflictos de la Guerra Fría. en 1949 fue reasignado en Louisiana con la intención de realizar misiones de repostaje, siendo una de las primeras unidades que realizará este tipo de misiones en Estados Unidos. Fue dado de baja nuevamente en junio de 1952 debido a la reorganización de las Fuerzas Armadas Estadounidenses.

## Actualidad
El grupo fue nuevamente activado en el año 1991, continuando con misiones de repostaje aéreo en Arabia Saudita. En agosto del 1992, el escuadrón fue incluido en la Reserva de la Fuerza Aérea Estadounidense y hubicados en Fort Worth, Texas, siendo entrenados para un posible contraataque y apoyo aéreo cercano.

## Aeronaves utilizadas
- B-17 Flying Fortress, 1942–1945
- B-29 Superfortress, 1947–1951
- KB-29 Superfortress (Tanker), 1949–1951
- KC-135 Stratotanker, 1991–1992
- F-16 Falcon, 1992–presente